# ر ويطح (السوم)

تعديل مصدري - تعديل

ر ويطح هي إحدى قرى عزلة السوم بمديرية السوم التابعة لمحافظة حضرموت، بلغ تعداد سكانها 36 نسمة حسب تعداد اليمن لعام 2004.